# Miss Polski 2017
Miss Polski 2017 – 28. edycja konkursu piękności Miss Polski, którego gala finałowa odbyła się 3 grudnia 2017 w Krynicy-Zdroju.
Miss Polski została Kamila Świerc z Opola. 

## Rezultaty
| Tytuł                              | Laureatka           |
| ---------------------------------- | ------------------- |
| Miss Polski 2017                   | Kamila Świerc       |
| I Wicemiss Miss Gracji i Elegancji | Marta Pałucka       |
| II Wicemiss Miss Hotelu Beskid     | Marta Ziębakowska   |
| III Wicemiss Najlepsza modelka     | Angelika Kitlas     |
| IV Wicemiss Miss Foto              | Natalia Kowalczyk   |
| Miss Mediów Społecznościowych      | Karolina Źródłowska |
| Miss Przyjaźni                     | Katarzyna Sikora    |
| Miss Semilac                       | Kinga Choma         |
| Miss Widzów Polsatu                | Natalia Roczniak    |
| Miss WP.PL                         | Ewelina Jedynasta   |

## Finalistki
23 czerwca 2017 roku odbył się półfinał w Kozienicach, w którym wybrano 24 finalistki.
| Nr | Kandydatka           | Wiek | Wzrost | Województwo         | Miejscowość           | Tytuł / Sposób kwalifikacji       |
| -- | -------------------- | ---- | ------ | ------------------- | --------------------- | --------------------------------- |
| 1  | Kinga Choma          | 19   | 170 cm | Małopolskie         | Nowy Sącz             | Miss Ziemi Sądeckiej              |
| 2  | Gajana Galstjan      | 22   | 168 cm | Opolskie            | Opole                 | Miss Opola                        |
| 3  | Anna Jakubik         | 20   | 177 cm | Lubelskie           | Serokomla             | Miss Lubelszczyzny                |
| 4  | Ewelina Jedynasta    | 19   | 177 cm | Pomorskie           | Gdynia                | Miss Ziemi Pomorskiej             |
| 5  | Angelika Kitlas      | 22   | 174 cm | Podlaskie           | Białystok             | I Wicemiss Podlasia               |
| 6  | Klaudia Kluczyk      | 21   | 175 cm | Śląskie             | Pszczyna              | II Wicemiss Ziemi Pszczyńskiej    |
| 7  | Natalia Kowalczyk    | 22   | 177 cm | Mazowieckie         | Warszawa              | zielona karta Mazowsza            |
| 8  | Anna Matulaniec      | 18   | 178 cm | Mazowieckie         | Radom                 | Miss Ziemi Radomskiej             |
| 9  | Marta Pałucka        | 25   | 180 cm | Pomorskie           | Sopot                 | casting ogólnopolski              |
| 10 | Jagienka Preisner    | 18   | 166 cm | Podkarpackie        | Strzyżów              | II Wicemiss Podkarpacia           |
| 11 | Natalia Roczniak     | 18   | 170 cm | Opolskie            | Brzeg                 | I Wicemiss Opolszczyzny           |
| 12 | Aleksandra Serafin   | 22   | 173 cm |                     | Londyn                | zielona karta UK                  |
| 13 | Katarzyna Sikora     | 20   | 181 cm | Śląskie             | Warszowice            | zielona karta Ziemi Pszczyńskiej  |
| 14 | Michalina Sikorska   | 24   | 176 cm | Śląskie             | Tychy                 | II Wicemiss Śląska                |
| 15 | Zuzanna Słaboszewska | 21   | 178 cm | Wielkopolskie       | Grodzisk Wielkopolski | casting ogólnopolski              |
| 16 | Dominika Słaby       | 21   | 177 cm | Lubelskie           | Lipówki               | zielona karta Lubelszczyzny       |
| 17 | Kamila Świerc        | 18   | 178 cm | Opolskie            | Opole                 | Miss Opolszczyzny                 |
| 18 | Wioletta Urbańska    | 22   | 177 cm | Warmińsko-mazurskie | Rybno                 | I Wicemiss Ziemi Elbląskiej       |
| 19 | Oliwia Walczak       | 20   | 178 cm | Łódzkie             | Kutno                 | casting ogólnopolski              |
| 20 | Alicja Zalewska      | 20   | 177 cm |                     | Ipswich               | zielona karta UK                  |
| 21 | Paulina Zgoda        | 20   | 174 cm | Kujawsko-pomorskie  | Bydgoszcz             | Miss Regionu Kujawsko–Pomorskiego |
| 22 | Marta Ziębakowska    | 20   | 173 cm | Łódzkie             | Łódź                  | Miss Ziemi Łódzkiej               |
| 23 | Katarzyna Żydek      | 24   | 170 cm | Małopolskie         | Rzyki                 | Miss Beskidów                     |
| 24 | Karolina Źródłowska  | 19   | 168 cm | Łódzkie             | Ksawerów              | I Wicemiss Ziemi Łódzkiej         |

## Międzynarodowe konkursy piękności
Finalistki Miss Polski 2017 reprezentowały Polskę w następujących międzynarodowych konkursach piękności:
| Kandydatka    | Konkurs                 | Osiągnięcia          |
| ------------- | ----------------------- | -------------------- |
| Marta Pałucka | Miss International 2018 | –                    |
| Kamila Świerc | Miss Supranational 2019 | Top 25 (20. miejsce) |